# Deutsche Cadre-71/2-Meisterschaft 1970/71

Veranstaltungsort: Wattenscheid

Die Deutsche Cadre-71/2-Meisterschaft 1970/71 ist eine Billard-Turnierserie und fand vom 5. bis zum 8. November 1970 in Wattenscheid zum 23. Mal statt.

## Geschichte
Seinen im letzten Jahr verlorenen Titel holte sich in Wattenscheid der Berliner Dieter Müller zurück. Ungeschlagen gewann er zum dritten Mal in dieser Disziplin vor dem endlich sein Potential abrufenden Bochumer Klaus Hose, der in den nächsten Jahren Müllers größter Konkurrent in den Cadre-Disziplinen werden sollte. Dritter wurde der Titelverteidiger Siegfried Spielmann. Für die beste Leistung im Turnier sorgte der Duisburger Günter Siebert. Er egalisierte als Dritter den seit 1953 bestehenden Deutschen Rekord im besten Einzeldurchschnitt (BED) von 100,00, damals aufgestellt von Walter Lütgehetmann, im Match gegen den Gelsenkirchener Werner Naruhn.

## Modus
Es wurde im Round-Robin-Modus bis 300 Punkte gespielt.
Die Endplatzierung ergab sich aus folgenden Kriterien:
1. Matchpunkte
2. Generaldurchschnitt (GD)
3. Bester Einzeldurchschnitt (BED)
4. Höchstserie (HS)

## Teilnehmer (nach Ausgangsklassement)
1. Siegfried Spielmann (Düsseldorfer Billardfreunde 1954) (Titelverteidiger) (GD 34,61)
2. Dieter Müller (Berliner Billardfreunde 1921) (GD 47,50)
3. Klaus Hose (BC Unter Uns Dahlhausen) (GD 21,82)
4. Matthias Metzemacher (Düsseldorfer Billardfreunde 1954) (GD 18,18)
5. Peter Sporer (BSV München) (GD 17,54)
6. Günter Siebert (Billardstudio Duisburg) (GD 14,72)
7. Willi Ostendorp (BG Bottrop 24) (GD 9,92)
8. Werner Nahruhn (BC Feldmark 34 Gelsenkirchen) (GD 9,80)

### Abschlusstabelle
| Klassement                 | Klassement           | Klassement | Klassement | Klassement | Klassement | Klassement | Klassement | Klassement |
| Platz                      | Name                 | MP         | Pkte.      | Aufn.      | GD         | BED        | HS         |            |
| -------------------------- | -------------------- | ---------- | ---------- | ---------- | ---------- | ---------- | ---------- | ---------- |
| 1                          | Dieter Müller        | 14:0       | 2100       | 85         | 24,70      | 50,00      | 192        |            |
| 2                          | Klaus Hose           | 12:2       | 1850       | 87         | 21,26      | 60,00      | 146        |            |
| 3                          | Siegfried Spielmann  | 10:4       | 1829       | 81         | 22,58      | 33,33      | 160        |            |
| 4                          | Günter Siebert       | 8:6        | 1876       | 85         | 22,07      | 100,00     | 176        |            |
| 5                          | Peter Sporer         | 5:9        | 1709       | 118        | 14,48      | 18,75      | 133        |            |
| 6                          | Matthias Metzemacher | 4:10       | 1486       | 115        | 12,92      | 15,00      | 92         |            |
| 7                          | Werner Nahruhn       | 2:12       | 1037       | 102        | 10,16      | 10,34      | 90         |            |
| 8                          | Willi Ostendorp      | 1:13       | 1467       | 111        | 11,03      | 16,66      | 116        |            |
| Turnierdurchschnitt: 16,56 |                      |            |            |            |            |            |            |            |